# 恋するイヴ
『恋するイヴ』（こいするイヴ）とは、日本テレビにて2013年12月24日24:29 - 25:24（同年12月25日0:29 - 1:24）に『プラチナイト』枠で放送されたスペシャルドラマである。東京ディズニーシーの一社提供。

## 解説
東京ディズニーシーで史上初のドラマ撮影（テレビドラマとして）を敢行した作品。クリスマス・イブに起きるある出来事をきっかけに、東京、そして東京ディズニーシーを舞台に、いくつもの恋が交錯し、輝いていくラブストーリーとなっている。ただし、登場するディズニーキャラクターはダッフィーのみで、ミッキーマウスやミニーマウス、ドナルドダック、デイジーダック、プルート、グーフィー、チップとデールといったおなじみのキャラクター、ダッフィーのガールフレンドであるシェリーメイは登場していない。
撮影は一般客に迷惑がかからないよう、原則として営業時間（午前8時から午後10時まで）以外に集中して行われるが、子役の出演シーンなどは東京ディズニーシーの営業時間内に行われ、カメラクルーや機材などを最小限にし、パーク内の雰囲気を壊さないよう、気を配りながら行った。
番組の合間のCMは東京ディズニーシーからの生放送で、バッチ役の野呂佳代、マコ役の江田結香、エージ役のダイアモンド☆ユカイが登場した。また、番組と連動してユカイのダッフィーに相応しい衣装を東京ディズニーリゾートのブログで投票する企画が行われたが、アクセス集中の影響で翌日10:00に締切となり、昼ごろに発表された。

## ストーリー
12月24日の午前0時。それぞれのクリスマス・イブを迎えようとしていた。
会計士試験を控えるガックンはイブの朝、自分の部屋にあるはずのダッフィーのぬいぐるみがないことに気付く。実は、前の晩に酔っぱらっていたガックンはダッフィーの首に付いている小瓶にラブレターを入れていたのだ。自分が書いたラブレターを取り戻すために、ダッフィーを必死に探し始める。
一方、恋人のいないクリスマスを毎年過ごしてきた七海奈緒。半年前、ビンゴ大会でディズニーシーのペアパスポートを引き当て、同僚の橋口から誘われるが、イブ当日、橋口には他にプロポーズする相手がいたことがわかり、やけになってパスポートを捨てようとするが、そこに宅配業者の祝和彦が現れる。
ディズニーシーからの生中継を任された新人ディレクターの立花まり、クリスマスケーキ作りで忙しいパティシエの内山静江、落ちぶれたミュージシャンのエージなど…。
それぞれの悩みを抱えた人たちの恋がハッピーエンドに向けて動き出そうとしていた。

## キャスト
・ダッフィー
走る男子
- ガックン：溝端淳平
公認会計士の資格を得るため浪人中の青年。イブの日に自分が恋人のまりに宛てて書いたラブレターの入った小瓶を付けたダッフィーを紛失してしまい、ダッフィー探しに奔走する。
- ガックンの姉：宮前真樹
チヒロの母親。
- チヒロ：平澤宏々路
ガックンの姪。ガックンのダッフィーを幼稚園のプレゼント会の交換品として勝手に持って行ってしまう。
- 教会の牧師：酒井敏也
ダジャレ好きだが、ミサに訪れた客にはまったくウケない。
- ユキ先生：工藤里紗
チヒロが通う幼稚園の先生。

ラッピング女子
- 七海奈緒：佐々木希
デパートの包装コーナーに勤務。半年前にビンゴ大会でディズニーシーのチケットを当てそこで思いを寄せる相手・橋口とデートするつもりが、失恋してしまう。
- 祝和彦：千葉雄大
宅配便の従業員。奈緒と一緒にプレゼントを届ける。
- 橋口：竹財輝之助
奈緒の同僚だが、性格はチャラい。奈緒は彼に思いを寄せていたが、実はエレベーターガールの女性と付き合っている。
- 藤波：堀部圭亮
プレゼントを待つ客。奈緒の不注意でプレゼントの到着が遅れたことに憤慨するが、娘のみすずが笑顔になったことで納得できたようである。
- 藤波みすず：高嶋琴羽
藤波の娘。プレゼントの到着が遅れて落ち込んでいたが、奈緒にラッピングされたリボンの髪飾りで笑顔になる。

中継女子
- 立花まり：臼田あさ美
テレビ局に勤務する新人ディレクターであり、ガックンの恋人でもあるが多忙なためにすれ違いが生じている。生中継番組の準備で奮闘しているが、失敗ばかり目立つため、玲子にいつも叱られている。
- 服部玲子：京野ことみ
まりが勤めるテレビ局のアナウンサー。生中継番組のレポーターを担当。性格はプライドが高く、気難しい。本番直前にぎっくり腰になる。
- 春さん：ブラザー・トム
ベテランカメラマン。玲子の代理をまりに譲った。
- 関根：栗原類
タロット好きの男性。番組で玲子からダッフィーについてのインタビューを受けたことがきっかけで、次第に玲子に惹かれていく。
- 田中毅・郡司恭子（日本テレビアナウンサー）
生中継番組のスタジオ進行役。
- 川畑一志（日本テレビアナウンサー）
ぎっくり腰になった玲子の代理をまりから頼まれるが、渋滞に巻き込まれてしまう。

パティスリー
- 内山静江：原史奈
ケーキ屋のパティシエ。クリスマスケーキの仕込みに追われており、ひとり息子の直樹とイブをいっしょに過ごせない。夫のミュージシャン・エージとは別居している。
- 内山直樹：佐藤瑠生亮
静江の息子。突然行方不明になる。
- マコ：江田結香
ケーキ屋のスタッフ。出会いを求めている。
- バッチ：野呂佳代
ケーキ屋のスタッフ。マコと同じく出会いを求めている。
- トミー：秋元龍太朗
イケメンのアルバイト。
- タッチャン&カッチャン：ザ・たっち
トミーと同じくケーキ屋のアルバイトだが、イケてない。

伝説のロッカー
- エージ：ダイアモンド☆ユカイ
落ちぶれたミュージシャン。別居中の静江の夫であり、直樹の父親。CM曲作りには最初こそ反対していたが…。
- 小枝夏樹：小林きな子
エージの女性マネージャー。肥満体質のため、エージから「丸太」と呼ばれている。
- 岡田：夙川アトム
CMディレクター。
- ヌスットン：草野イニ
CMに登場する怪獣の着ぐるみ。
- 謎の男：伊武雅刀
イブを過ごす人々を見守る人物。ナレーターの他、顔出しでオープニングやクライマックスに登場する。

## スタッフ
- 脚本：吉田恵里香
- 演出：大谷太郎
- チーフプロデューサー：伊藤響
- プロデューサー：大倉寛子
- 制作協力：日テレアックスオン
- 制作著作：日本テレビ